# Dominik Kahun
Dominik Kahun (* 2. července 1995, Planá) je německý hokejový útočník českého původu hrající za klub Lausanne HC. Jako dítě se s rodinou přestěhoval do Německa. S dospělým hokejem začínal v klubu EHC München, se kterým třikrát v řadě ovládl tamní nejvyšší ligu, DEL.

## Reprezentační kariéra
Německo reprezentoval na juniorských mistrovstvích světa (2013 a 2014). V roce 2016 debutoval na seniorském mistrovství světa. Roku 2017 reprezentoval Německo na domácím hokejovém šampionátu spolupořádaném v Kolíně nad Rýnem a Paříži. Na ZOH 2018 došlo k velkému překvapení, kdy si hokejisté Německa došli až pro stříbrné medaile. Součástí onoho týmu byl i Dominik Kahun. Naposledy se v německém národním týmu ukázal na MS 2021 ve kterém Německo dokráčelo až do bojů o bronzové medaile. S USA však prohráli drtivě 1:6. Na MS 2023 vybojoval s německou reprezentací stříbrnou medaili.

## Statistiky

### Klubové statistiky
| Sezóna      | Klub                 | Soutěž      |     | Základní část | Základní část | Základní část | Základní část | Základní část |   | Play off | Play off | Play off | Play off | Play off |
| Sezóna      | Klub                 | Soutěž      | Z   | G             | A             | B             | TM            | Z             | G | A        | B        | TM       |          |          |
| 2010–11     | Jungadler Mannheim   | DNL         | 7   | 0             | 0             | 0             | 0             | —             | — | —        | —        | —        |          |          |
| 2011–12     | Jungadler Mannheim   | DNL         | 36  | 21            | 36            | 57            | 4             | 8             | 3 | 9        | 12       | 0        |          |          |
| 2012–13     | Sudbury Wolves       | OHL         | 58  | 13            | 27            | 40            | 8             | 9             | 1 | 5        | 6        | 4        |          |          |
| 2013–14     | Sudbury Wolves       | OHL         | 43  | 9             | 22            | 31            | 8             | 5             | 1 | 1        | 2        | 0        |          |          |
| 2014–15     | EHC Red Bull München | DEL         | 33  | 4             | 2             | 6             | 8             | 4             | 0 | 1        | 1        | 0        |          |          |
| 2014–15     | SC Riessersee        | DEL2        | 12  | 7             | 8             | 15            | 0             | —             | — | —        | —        | —        |          |          |
| 2015–16     | EHC Red Bull München | DEL         | 42  | 12            | 22            | 34            | 2             | 14            | 3 | 9        | 12       | 4        |          |          |
| 2016–17     | EHC Red Bull München | DEL         | 40  | 11            | 19            | 30            | 6             | 14            | 2 | 9        | 11       | 0        |          |          |
| 2017–18     | EHC Red Bull München | DEL         | 42  | 12            | 29            | 41            | 2             | 17            | 4 | 10       | 14       | 2        |          |          |
| 2018–19     | Chicago Blackhawks   | NHL         | 82  | 13            | 24            | 37            | 6             | —             | — | —        | —        | —        |          |          |
| 2019–20     | Pittsburgh Penguins  | NHL         | 50  | 10            | 17            | 27            | 8             | —             | — | —        | —        | —        |          |          |
| 2019–20     | Buffalo Sabres       | NHL         | 6   | 2             | 2             | 4             | 0             | —             | — | —        | —        | —        |          |          |
| 2020–21     | Edmonton Oilers      | NHL         | 48  | 9             | 6             | 15            | 2             | 2             | 0 | 0        | 0        | 0        |          |          |
| 2021–22     | SC Bern              | NL          | 42  | 16            | 28            | 44            | 29            | —             | — | —        | —        | —        |          |          |
| 2022–23     | SC Bern              | NL          | 23  | 4             | 17            | 21            | 4             | 9             | 6 | 3        | 9        | 2        |          |          |
| 2023–24     | SC Bern              | NL          | 47  | 15            | 35            | 50            | 6             | 7             | 0 | 1        | 1        | 0        |          |          |
| 2024–25     | SC Bern              | NL          | 24  | 2             | 7             | 9             | 4             | —             | — | —        | —        | —        |          |          |
| 2024–25     | Lausanne HC          | NL          | 4   | 0             | 1             | 1             | 0             | 19            | 3 | 10       | 13       | 0        |          |          |
| DEL celkově | DEL celkově          | DEL celkově | 157 | 39            | 72            | 111           | 18            | 49            | 9 | 29       | 38       | 6        |          |          |
| NHL celkově | NHL celkově          | NHL celkově | 186 | 34            | 49            | 83            | 16            | 2             | 0 | 0        | 0        | 0        |          |          |